# Station Stromeferry

Station Stromeferry (Engels: Stromeferry railway station) is het spoorwegstation van de Schotse plaats Stromeferry. Het station ligt aan de Kyle of Lochalsh Line.